# Flaxley Abbey
Flaxley Abbey (Flexleya, Dene, Dean) ist eine ehemalige Zisterziensermönchsabtei in Flaxley in Gloucestershire in England, rund 14,5 Kilometer westsüdwestlich von Gloucester und 2 Kilometer nördlich der Straße A 4151 von Cinderford nach Westbury im Forest of Dean.

## Geschichte
Das Kloster wurde von Roger Fitzmiles, 2. Earl of Hereford 1151 als Tochterkloster von Bordesley Abbey an der Stelle gestiftet, an der sein Vater Miles of Gloucester bei der Jagd im Wald von Dean den Tod gefunden haben soll, und gehörte damit der Filiation von Cîteaux an. Das Kloster, das niemals wohlhabend war, aber gleichwohl über eine Bibliothek von über hundert Büchern verfügte, stand unter königlichem Schutz und wurde seit der Herrschaft von König Heinrich II. als königliches Jagdquartier benutzt. Das Konversenrefektorium wurde dafür bald als Gästeraum umgebaut. Um 1355 ließ König Eduard III. den Gästeraum zu seiner eigenen Benutzung verbessern und verschönern. Das Einkommen des Klosters wurde 1535 mit 112 Pfund bewertet. Zur Zeit der Klosterauflösung im Jahr 1536 war ein Teil der Klostergebäude bereits in fortgeschrittenem ruinösem Zustand und die Kirche war abgebrannt. Nach der Auflösung und Übergabe an Sir William Kingston wurden West- und Südflügel in ein Herrenhaus umgewandelt und 1647 an die Familie Boevey verkauft. Die Torkapelle wurde zur Kirche des Orts Flaxley. Der im 16. und 17. Jahrhundert veränderte Westflügel wurde durch ein Feuer im Jahr 1777 teilweise zerstört. Anschließend wurde sein Nordteil beseitigt und von Anthony Keck wurde ein neuer Südflügel errichtet. Im 19. Jahrhundert erfolgte eine Gotisierung, eine weitere Neugestaltung folgte in den Jahren 1961 bis 1962. Das Haus steht in Privateigentum und ist nicht zugänglich, aber einsehbar.

## Bauten und Anlage
Die abgegangene Kirche, von der die Fundamente des Südquerhauses unter den bestehenden Gärten lokalisiert wurden, lag im Norden. Auf dem Nordteil des Kreuzgangs liegt eine Orangerie aus dem 18. Jahrhundert. Der Westflügel (ursprünglich Konversenflügel) ist umgebaut in dem bestehenden Haus erhalten. Das frühere Dormitorium der Konversen (später Gästeraum) weist vier Fenster aus dem 17. Jahrhundert auf. Unter ihm liegt das rippengewölbte Konversenrefektorium aus dem 12. Jahrhundert. Über der früheren Latrine im Süden des Westflügels liegt die Abtshalle mit Schnitzwerk und vier Schießscharten. Der Kapitelsaal lag im früheren Ostflügel; seine Stelle nimmt zum Teil ein Teich ein.